# Émile Driant
Émile Augustin Cyprien Driant (Neufchâtel-sur-Aisne, 11 settembre 1855 – Moirey-Flabas-Crépion, 22 febbraio 1916) è stato uno scrittore e militare francese.

## Biografia

### I primi anni
Nato a Neufchâtel-sur-Aisne nella regione della Piccardia, Driant si diplomò all'École spéciale militaire de Saint-Cyr e divenne ufficiale d'esercito nel 1877. Incluso nella fanteria, venne destinato al 4º reggimento degli zuavi in Nord Africa e promosso capitano nel 1886. Durante il 1888 Driant sposò la figlia del generale nazionalista Georges Ernest Boulanger. Egli trascorse gli anni tra il 1892 ed il 1896 come istruttore all'accademia di Saint-Cyr e dal 1899 ottenne il comando del 1º battaglione di cacciatori, rimanendo in carica sino al 1905.
Egli venne costretto a lasciare l'esercito nel 1906, bandito perché coinvolto nelle accuse del controverso suocero per via del suo forte nazionalismo e dei suoi sentimenti cattolici. Egli si dedicò dunque al giornalismo ed alla politica, venendo eletto alla camera dei deputati come rappresentante per Nancy durante il 1910. Egli fu essenzialmente un militarista e si prodigò per il rafforzamento delle difese della Francia. Era il capo della lega antimassonica.

### Attività come scrittore
Durante il 1888 Driant iniziò a scrivere le prime novelle della sua guerre imaginaire ("guerra immaginaria"), che pubblicò poi con lo pseudonimo di "Capitaine Danrit". Tra queste La Guerre de demain ("La guerra di domani"), che comprende tre storie La Guerre en forteresse ("La guerra nella fortezza"), La Guerre en rase campagne ("La guerra in aperta campagna") e La Guerre en ballon ("La guerra in mongolfiera").
Driant dava ai suoi lettori episodi eroici su cui appassionarsi con grandi vittorie in particolare contro i tedeschi che già erano sentiti come gli avversari della Francia. Giunto ad un totale di 1192 pagine, scrisse la Guerre fatale: France-Angleterre ("La guerra fatale: Francia-Inghilterra", 1902), con la sconfitta totale del Regno Unito ad opera della Francia.
La critica francese dell'epoca lodò per la maggior parte l'opera di Driant dicendo che attraverso di lui emergeva "l'eroe nazionale della Francia", a tal punto che il governo francese nel 1956 gli dedicò un francobollo per la sua opera di nazionalizzazione, Yvert et Tellier #1052).

### Prima guerra mondiale

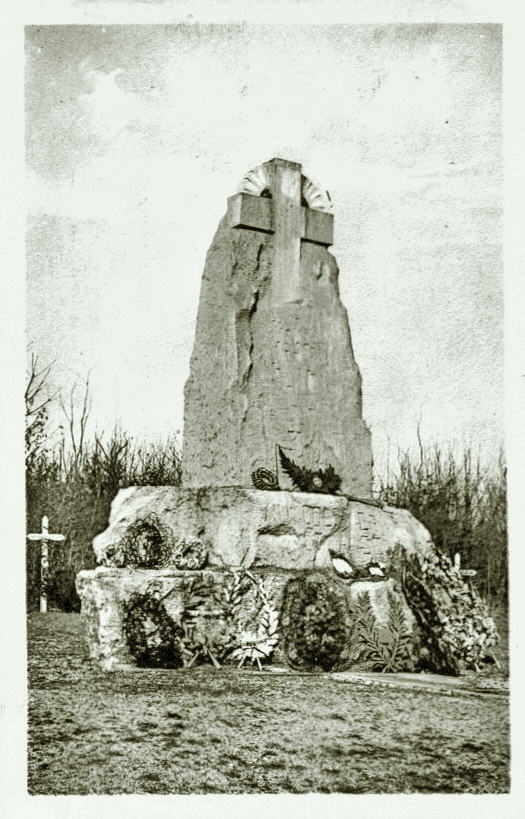
Memoriale a Émile Driant ed al suo battaglione presso il Bois des Caures, Flabas, Francia.

Poco dopo l'inizio della prima guerra mondiale nel 1914, Driant venne richiamato all'esercito col rango di capitano. Egli venne promosso subito Luogotenente colonnello e gli venne affidato il comando di due battaglioni di fanteria, il 56° ed il 59° di riserva. Egli mantenne ad ogni modo il proprio incarico al parlamento, venendo così coinvolto nella progettazione dei disegni di legge per la creazione della Croix de Guerre.
Durante il dicembre del 1915 criticò Joseph Joffre per aver rimosso i cannoni dalle fortezze di Toul e Verdun per rafforzare altre aree, sguarnendo così parte del fronte orientale. Malgrado il supporto del ministro della guerra Joseph Gallieni, il progetto per riportare i cannoni al loro posto fallì.
I timori di Driant vennero comprovati il 21 febbraio 1916 quando l'esercito tedesco attaccò in massa l'area di Verdun con una scarsa opposizione da parte delle truppe francesi. Fu del resto Driant ad occuparsi direttamente della difesa disperata del Bois des Caures presso Flabas, consentendo così ai francesi di inviare adeguati rinforzi in quel settore. Durante l'ultima parte del pomeriggio successivo, Driant ordinò ai sopravvissuti di ritirarsi e durante questo atto egli stesso venne ucciso. La sua fama era ormai alle stelle e ovunque venne acclamato come eroe nazionale, una festività che ancora oggi viene commemorata annualmente il 21 febbraio.
Il suo corpo venne inizialmente sepolto dai tedeschi, che scrissero anche alla sua vedova per assicurarle che aveva ricevuto i pieni onori militari, per poi essere rinterrato dai francesi quando costruirono presso il Bois des Caures il memoriale a lui ed ai suoi battaglioni.

## Opere
- La Guerre des forteresses, 1892
- La Guerre en rase campagne
- La Guerre en ballon
- La guerre des bicyclettes, 1894
- L'Invasion Noire
- Histoire d'une famille de soldats
- La guerre fatale, 1898
- L'Invasion jaune, 1905
- La Révolution de demain, 1910
- La Révolution de demain
- Les Quatre dangers
- Les robinsons sous marins (1901)
- Ordre du Tzar (1906)
- Au-dessus du continent noir
- Alerte (1911)
- La Guerre souterraine (1913)

## Adattamenti cinematografici
- Alerte!, regia di George Pallu e E. Berny (1912)